# Macintosh Quadra 660AV

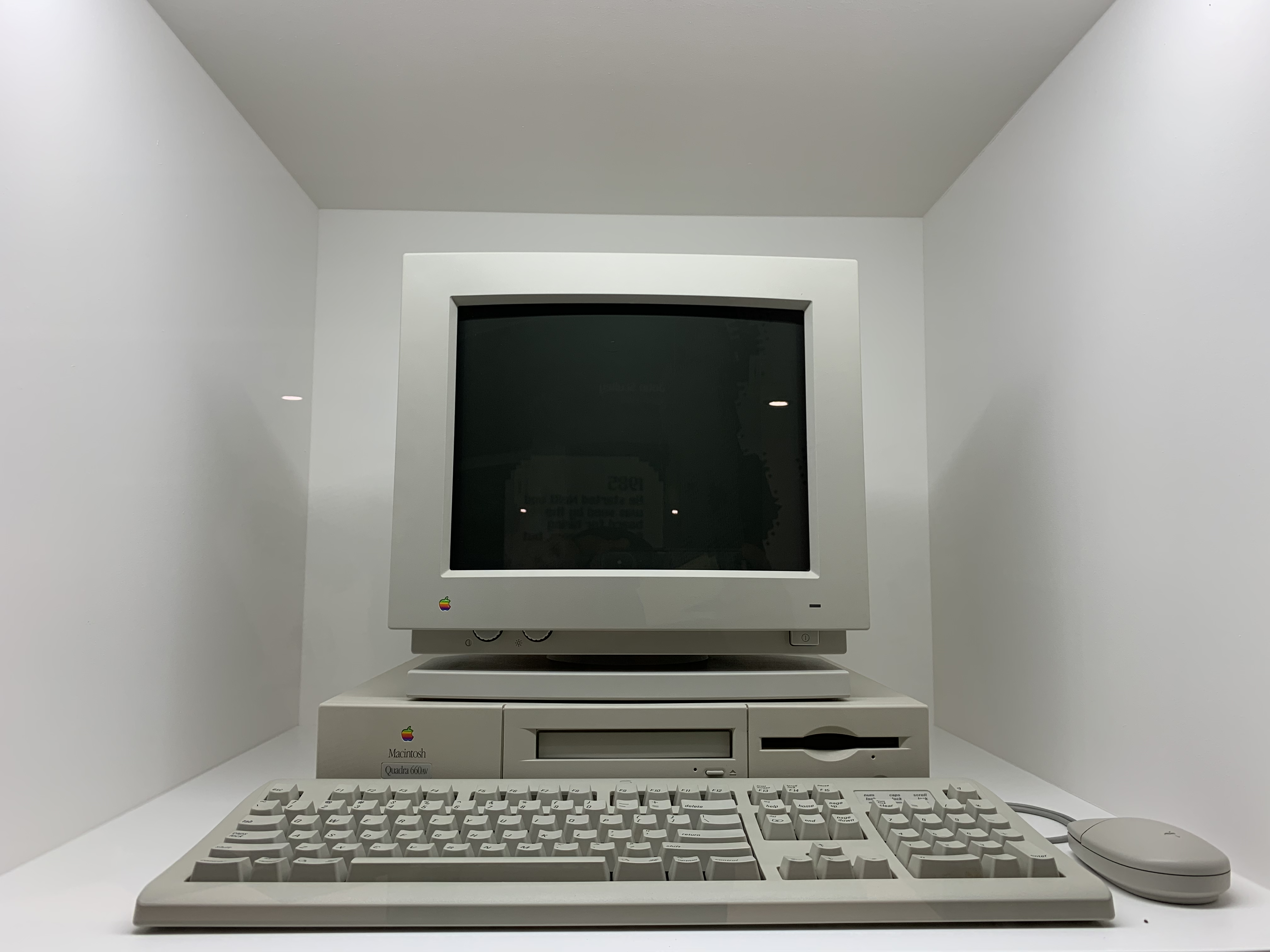
Quadra 660AV met de gewijzigde diskettesleuf

De Macintosh Quadra 660AV, die oorspronkelijk op de markt gebracht werd als Macintosh Centris 660AV, is een personal computer die ontworpen, gefabriceerd en verkocht werd door Apple Computer van juli 1993 tot september 1994. De Centris 660AV werd samen met de grotere Quadra 840AV geïntroduceerd, waarbij "AV" duidt op de video in- en uitvoer en de geavanceerde audiomogelijkheden. Later in 1993 besliste Apple echter om zijn productfamilies af te stemmen op hun doelpubliek: Quadra voor de zakelijke markt, Performa voor de consumentenmarkt en LC voor de onderwijsmarkt. De Centris 660AV werd ondergebracht in de Quadra-reeks.
De 660AV gebruikt dezelfde "pizza box"-behuizing als de Centris 610, maar is voorzien van een Motorola 68040-processor in tegenstelling tot de 610 die slecht een 68LC040-processor heeft zonder FPU. Net als de 840AV heeft de 660AV uitgebreide video in- en uitvoermogelijkheden en een ingebouwde AT&T 3210 DSP op 55 Mhz die videoverwerking minder belastend maakt voor de CPU.
De  Quadra 660AV verdween in september 1994 van de markt, enkele maanden na de introductie van de Power Macintosh 6100/60AV. Apple bood wel nog een upgrade van het moederbord aan waarmee de 660AV omgebouwd kon worden tot een 6100/60AV.

## Modellen
De Centris 660AV is de eerste Macintosh die over een GeoPort beschikt. Sommige vroege exemplaren gebruiken nog een diskettestation met automatische invoer. De meeste Centris 660AV's en alle Quadra 660AV's hebben echter net als de Power Macintosh 6100 een diskettestation met manuele invoer, te herkennen aan de diepe, ronde inkeping in de behuizing ter hoogte van de sleuf voor het diskettestation, zodat de schijf er volledig in kan worden gestoken.
Beschikbaar vanaf 29 juli 1993:
- Macintosh Centris 660AV[1]

Beschikbaar vanaf 21 oktober 1993:
- Macintosh Quadra 660AV[5]

## Specificaties
- Processor: Motorola 68040, 25 MHz en AT&T 3210 DSP, 55 MHz
- Systeembus snelheid: 25 MHz
- ROM-grootte: 2 MB
- Databus: 32 bit
- RAM-type: 80 ns 72-pin SIMM
- Standaard RAM-geheugen: 8 MB
  - Uitbreidbaar tot maximaal 68 MB
  - RAM-sleuven: 2
- Standaard video-geheugen: 1 MB DRAM
  - Uitbreidbaar tot maximaal 1 MB DRAM
- Standaard diskettestation: 3,5-inch, 1,44 MB (manueel)
- Standaard harde schijf: 230 of 500 MB (SCSI)
- Standaard optische schijf: geen (optionele cd-romspeler met dubbele snelheid)
- Uitbreidingssleuven: PDS
- Type batterij: 3,6 volt Alkaline
- Uitgangen:
  - 1 ADB-poort (mini-DIN-4) voor toetsenbord en muis
  - 1 video-poort (DB-15)
  - 1 SCSI-poort (DB-25)
  - 2 seriële poorten: standaard printerpoort (mini-DIN-8) en GeoPort modempoort (mini-DIN-9)
  - 1 Ethernet-poort (AAUI-15)
  - 1 audio-uit (3,5 mm jackplug)
  - 1 microfoon (3,5 mm jackplug)
  - 2 video-in: S-Video- en RCA-poort
  - 2 video-uit: S-Video- en RCA-poort
- Ondersteunde systeemversies: System 7.1 t/m Mac OS 8.1
- Afmetingen: 8,6 cm x 41,4 cm x 39,6 cm (h×b×d)
- Gewicht: 6,4 kg

Uit productie: 1984: Macintosh 128K, Macintosh 512K · 1985: Macintosh XL · 1986: Macintosh Plus · 1987: Macintosh II, Macintosh SE · 1988: Macintosh IIx · 1989: Macintosh SE/30, Macintosh IIcx, Macintosh IIci, Macintosh Portable · 1990: Macintosh IIfx, Macintosh Classic, Macintosh IIsi, Macintosh LC serie · 1991: Macintosh Quadra 700, Macintosh Quadra 900, Apple PowerBook · Macintosh Classic II · 1992: Macintosh IIvx, Macintosh Quadra 950, PowerBook Duo, Macintosh Performa serie · 1993: Macintosh Centris serie, Macintosh Color Classic, Macintosh TV · Apple Workgroup Server · 1994: Power Macintosh · 1997: Power Macintosh G3, PowerBook G3, Twentieth Anniversary Macintosh · 1998: iMac · 1999: iBook, Power Mac G4 · 2000: Power Mac G4 Cube · 2001: PowerBook G4 · 2002: eMac, iMac G4 · 2003: Xserve, Power Mac G5 · 2004: iMac G5 · 2005: Mac mini · 2006: MacBook · 2015: MacBook (Retina) · 2017: iMac Pro

Huidige modellen: MacBook Air, MacBook Pro, iMac, Mac mini, Mac Studio, Mac Pro